# جوبا
جوبا (به انگلیسی: Juba) پایتخت و بزرگترین شهر کشور سودان جنوبی در قاره آفریقا است. این شهر همچنین مرکز استان استوائیه وسطی است و در کنار نیل سفید واقع شده است.

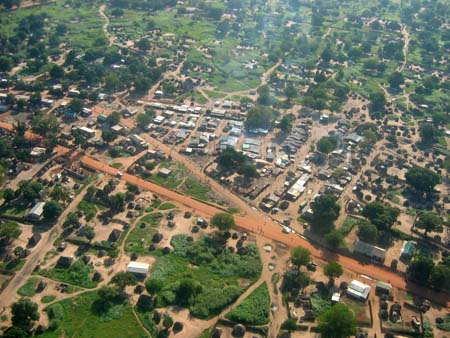
چشم‌انداز هوایی جوبا

براساس آخرین داده های جغرافیایی بیشترین درازای این شهر ۱۵ کیلومتر بوده است.

## زیر ساخت
این شهر یک شهر بندری است و پایانه جنوبی رود نیل به شمار می‌آید.

## جمعیت‌شناسی
در سال ۲۰۰۵ جمعیت جوبا، ۱۶۳۴۲۲ تن بود اما ابن شهر به دلیل پول نفت و تلاش‌های کارگران چینی به سرعت رشد کرده است و در سال ۲۰۱۱ جمعیت آن ۳۷۲٬۴۱۰ تن برآورد شده است و احتمال دارد بیش از این هم باشد. اکثر اهالی آن مسیحی با اقلیتی مسلمان است.اما در گوشه و کنار شهر تقریبا از هر نوع پرستشگاهی یافت می شود. از مساجد اهل سنت و شیعیان تا کلیساهای کاتولیک و پروتستان.